# Кунене (провинция)
Кунене (порт. Cunene) — провинция в Анголе. Административный центр провинции — город Онджива.

## География
Провинция Кунене расположена на крайнем юге Анголы. К северу от неё лежит провинция Уила, к западу — провинция Намибе, к востоку — провинция Квандо-Кубанго. На юге Кунене проходит государственная граница между Анголой и Намибией. Через провинцию Кунене протекает река Кунене, по которой также проходит граница между Анголой и Намибией. Площадь Кунене составляет 89 342 км².

## История
В второй половине 1970-х — 1980-е годы провинция Кунене являлась опорной базой для партизан из соседней Намибии, в связи с чем неоднократно подвергалась вторжениям со стороны войск ЮАР.

## Население
По данным на 2014 год численность населения провинции составляла 965 288 человек.
Динамика численности населения провинции по годам:
| 1995    | 2004    | 2013    | 2014    |
| ------- | ------- | ------- | ------- |
| 245 000 | 323 000 | 440 938 | 965 288 |

## Административное деление
- Кахама (Cahama)
- Кваньяма (Cuanhama)
- Курока (Curoca)
- Кувелаи (Cuvelai)
- Намакунде (Namacunde)
- Омбаджа (Ombadja)